# Diodia barbata
Diodia barbata là một loài thực vật có hoa trong họ Thiến thảo. Loài này được (Poir.) DC. mô tả khoa học đầu tiên năm 1830.